# Astacidae
Die Astacidae sind eine Familie der Flusskrebse. Sie leben in Europa, Westasien und Nordamerika. Bekannteste Art ist der Edelkrebs.

## Merkmale
Die Astacidae ähneln in ihrer generellen Körpergestalt den anderen Flusskrebsen und sind auf den ersten Blick nicht von Vertretern der Familien Cambaridae oder Parastacidae zu unterscheiden. Differenzierende Merkmale sind: An einigen Gliedern der ersten Antennen befinden sich immer zwei Gruppen von Aesthetasken genannten Haarborsten (chemischen Sensillen). Die Kiemenformel zeigt immer 18 funktionale Kiemen (plus zwei oder drei rudimentäre und ein Epipod). Das Ischium (ein Beinglied der Peraeopoden) der Männchen trägt keinen Haken. Beim Weibchen ist das erste Paar der Pleopoden rückgebildet. Außerdem ist die spezifische Form der zu Begattungsorganen umgebildeten ersten Pleopoden der Männchen von derjenigen der Cambaridae verschieden (bei den Parastacidae fehlen sie ganz).
Bei den in Europa vorhandenen (einheimischen und eingeschleppten) Krebsarten wird bei der Feldbestimmung im Regelfall auf die Bestimmung der Familie verzichtet und direkt die Gattung bzw. Art bestimmt.

## Fortpflanzung
Beim Kontakt der Geschlechter vor der Paarung sind bei den Astacidae sowohl chemische Reize (Pheromone) wie auch optische Reize als bedeutsam nachgewiesen worden. Im Gegensatz zu den Cambaridae platzieren die Männchen der Astacidae eine außen ansitzende Spermatophore direkt an die Ausführöffnung des Gonodukts der Weibchen (an den dritten Peraeopoden), wobei ihnen die zu Gonopoden umgewandelten ersten beiden Pleopoden-Paare bei der Feinorientierung helfen. Bei einigen Arten sind Kämpfe der Männchen untereinander um den Zugang zu Weibchen nachgewiesen (zum Beispiel beim Dohlenkrebs). Begattet ein Männchen ein bereits begattetes Weibchen, setzt es entweder seine Spermatophore auf die schon vorhandene, oder es versucht vorher, diese zu fressen und so zu entfernen. Wie bei allen Flusskrebsen, tragen die Weibchen die befruchteten Eier angeheftet am Pleon mit sich herum und schützen sie so vor Feinden.

## Lebensraum
Astacidae leben in fließenden und stehenden Binnengewässern, wobei sie klar kalte Gewässer bevorzugen. Sie besitzen eine geringere Toleranz gegenüber Erwärmung als viele Cambaridae und Parastacidae.

## Verbreitung
Die Astacidae besitzen eine disjunkte Verbreitung aus zwei weit voneinander getrennten Gebieten auf verschiedenen Kontinenten. Sie leben einerseits in Europa (und dem unmittelbar angrenzenden westlichen Asien), andererseits, mit einer Gattung (Pacifastacus; zusammengezogen aus Pacific und lateinisch astacus) im westlichen Nordamerika (insbesondere mittlere bis südliche USA und Mexiko).

## Phylogenie, Taxonomie, Systematik
Die Astacidae bilden gemeinsam mit der nordamerikanischen Familie Cambaridae und der, erst kürzlich abgetrennten, ostasiatischen Familie Cambaroididae (mit der einzigen Gattung Cambaroides) die Überfamilie der Astacoidea. Diese auf der Nordhemisphäre verbreiteten Familien bilden gemeinsam mit den südhemisphärischen Parastacidae die Flusskrebse im weiteren Sinne. Während früher eine unabhängige Evolution der süßwasserbewohnenden Flusskrebse der Nord- und Südhalbkugel aus hummer-ähnlichen Vorfahren erwogen worden ist haben genetische Analysen heute ergeben, dass alle Flusskrebse eine monophyletische Gruppe bilden. Dies deutet darauf hin, dass der Übergang vom Meer zum Süßwasser nur einmal erfolgt ist. Die Aufspaltung der Astacidae und der Cambaridae erfolgte, nach den Methodik der molekularen Uhr, vor etwa 90 Millionen Jahren.
Nach den genetischen Daten bilden die Astacidae eine monophyletische Einheit. In früheren Untersuchungen problematisch war insbesondere die Position der ostasiatischen Gattung Cambaroides, die in verschiedenen Analysen näher mit den Astacidae oder mit den Cambaridae verwandt erschien und eine, oder beide, Familien dann paraphyletisch machte. Inzwischen erscheint klar, dass Cambaroides die Schwestergruppe der Astacidae bildet.
Innerhalb der Familie werden meist drei Gattungen unterschieden. Einige Autoren trennen die Untergattung Pontastacus von Astacus und die Untergattung Atlantastacus von Austropotamobius ab und kommen dann auf fünf Gattungen, andere vereinen die gesamte Familie innerhalb der Gattung Astacus. Zurzeit werden die folgenden Arten genannt, wobei die Autoren Keith A. Crandall und Sammy De Grave eine Reihe von umstrittenen Arten anerkennen, die auf eine Revision des russischen Taxonomen Yaroslav Starobogatov zurückgehen. Diese wurden bisher in einer weitgefassten Art Astacus leptodactylus vereint, was nach wie vor von vielen Taxonomen befürwortet wird. Über viele dieser umstrittenen Arten liegt Literatur ausschließlich in russischer Sprache vor, ihre Eigenständigkeit und Verbreitung sind unklar und umstritten.
Die Familie wurde früher weiter abgegrenzt und umfasste u. a. auch die Camabaridae (dann als Unterfamilie Cambarinae aufgefasst), Die heutige Familie entspricht nur noch der ehemaligen Unterfamilie Astacinae.
Familie Astacidae
- Gattung Astacus Fabricius, 1775
  - Untergattung Astacus s.str.
    - Astacus astacus L., 1758. Edelkrebs
    - Astacus balcanicus (Karaman, 1929) (syn. Potamobius fluviatilis balcanicus, Astacus astacus subsp. balcanicus) Endemit des Ohridsees, des Ioanninasees und des Vardar-Systems in Makedonien, Albanien und Griechenland.
    - Astacus colchicus Kessler, 1876. Anatolien und Kaukasusregion.

  - Untergattung Pontastacus Bott, 1950[8] (von Crandall und De Grave 2017, denen diese Aufstellung folgt, als eigenständige Gattung akzeptiert).
    - Pontastacus cubanicus (Birstein & Vinogradov, 1934) (syn. Astacus leptodactylus subsp. cubanicus). Kuban, Don, Asowsches Meer, Russland.
    - Pontastacus danubialis Brodsky, 1981. (syn. Astacus leptodactylus subsp. eichwaldii pro parte, Astacus leptodactylus caspius natio danubialis Brodsky, 1967). Ukraine.
    - Pontastacus daucinus Brodsky, 1981. (syn. Pontastacus leptodactylus cubanicus natio danubialis Brodsky, 1967, Caspiastacus daucinus (Brodsky, 1981))
    - Pontastacus eichwaldi (Bott, 1950) (syn. Astacus (Pontastacus) leptodactyus subsp. eichwaldi, Astacus leptodactylus var. caspia Eichwald, 1838)
    - Pontastacus kessleri (Schimkewitsch, 1886) (syn. Astacus kessleri). „Turkestan“.
    - Pontastacus leptodactylus (Eschscholtz, 1823). Galizischer Sumpfkrebs
    - Pontastacus pachypus (Rathke, 1837) (syn. Caspiastacus pachypus (Rathke, 1837)). Zuflüsse zum Schwarzen Meer, teilweise im Brackwasser lebend.[9] Wird auch vom Kaspischen Meer angegeben.[10]
    - Pontastacus pylzowi (Skorikov, 1907). Aserbeidschan, östliches Transkaukasien.
    - Pontastacus salinus (von Nordmann, 1842) (syn. Astacus (Pontastacus) leptodactylus salinus Nordmann, 1842). Schwarzmeerregion, Donausystem, nach Karaman[11] bis Wien.
- Gattung Austropotamobius Skorikov, 1907
  -     - Austropotamobius fulcisianus (Ninni, 1886). Italienischer Dohlenkrebs (syn. Austropotamobius italicus Faxon, 1914)
    - Austropotamobius pallipes (Lereboullet, 1858). Dohlenkrebs.
    - Austropotamobius torrentium (Schrank, 1803). Steinkrebs.
    - Austropotamobius bihariensis (Pârvulescu, 2019). Bihorenischer Flusskrebs.

- Gattung Pacifastacus Bott, 1950
  -     - Pacifastacus connectens (Faxon, 1914) (syn. Astacus gambelii subsp. connectens Faxon, 1914). In Bächen, Idaho und Oregon.[12]
    - Pacifastacus fortis (Faxon, 1914) (syn. Astacus nigrescens subsp. fortis Faxon, 1914). Kalifornien.
    - Pacifastacus gambelii (Girard, 1852) (syn. Cambarus Gambelii Girard, 1852). westliches Nordamerika.
    - Pacifastacus leniusculus (Dana, 1852) Signalkrebs. Die Art umfasst vermutlich mehrere bisher nicht unterschiedene, kryptische Arten und wird vermutlich in Zukunft aufgespalten werden.[13]
    - Pacifastacus nigrescens (Stimpson, 1857) (syn. Astacus nigrescens Stimpson, 1857).[14] ehemals Kalifornien, heute ausgestorben.

## Fossile Arten
Es sind zwei fossile Arten beschrieben worden:
- Astacus licenti Van Straelen 1928. Jura
- Astacus spinirostris Imaizumi 1938. Jura